# Luis Antonio Ramírez Pineda
Luis Antonio Ramírez Pineda (Huajuapan de León, Oaxaca; 11 de junio de 1970) es un economista y político mexicano. Fue director general de Nacional Financiera durante los gobiernos de Andrés Manuel López Obrador y Claudia Sheinbaum.

## Biografía
Es hijo del gobernador de Oaxaca Heladio Ramírez López.
Es licenciado en economía por el Instituto Tecnológico Autónomo de México, también tiene una maestría en planeación política y social en la London School of Economics and Political Science, en Londres.
Fue diputado federal en la LIX Legislatura de 2003 a 2006 y diputado local de Oaxaca de 2015 a 2018.
En 2018 fue propuesto por Andrés Manuel López Obrador para ser el director general del Instituto de Seguridad y Servicios Sociales de los Trabajadores del Estado y ejerció el cargo del 1 de diciembre de 2018 al 30 de noviembre de 2021, cuando fue nombrado director general de Nacional Financiera y del Banco Nacional de Comercio Exterior. Renunció a dicho cargo el día 15 de agosto de 2024.